# Dallas
Dallas je grad u američkoj saveznoj državi Teksasu. U njemu je 2008. živjelo 1.279.910 stanovnika, čime je bio osmi po veličini grad u SAD-u. Šire gradsko područje, tzv. Metroplex, koje uz Dallas uključuje i Fort Worth, Arlington, Plano te Denton, ima 6.300.006 žitelja.
Dallas je poznat kao centar telekomunikacija, računalne tehnologije, bankarstva i prometa.
Osnovan je 1841., a 2. veljače 1856. službeno je postao gradom.
U Dallasu je 22. studenog 1963. ubijen tadašnji američki predsjednik John Fitzgerald Kennedy.

## Vanjske poveznice
- Službena stranica (engl.) (šp.)

### Ostali projekti
|  | Zajednički poslužitelj ima još gradiva o temi Dallas, Teksas |